# Litoria multicolor
Espèce
Statut de conservation UICN

 DD  : Données insuffisantes
Litoria multicolor est une espèce d'amphibiens de la famille des Pelodryadidae.

## Répartition
Cette espèce est endémique de Nouvelle-Guinée occidentale en Indonésie. Elle se rencontre dans la province de Papouasie occidentale à environ 950 m d'altitude sur la crête principale des monts Wondiwoi dans la péninsule Wandammen

## Publication originale
- Günther, 2004 : Description of a new treefrog species from western New Guinea showing extreme colour polymorphism (Anura, Hylidae, Litoria). Mitteilungen aus dem Museum für Naturkunde in Berlin - Zoologische Reihe, vol. 80, no 1, p. 251-259.